# Sokoto (Fluss)
Der Sokoto (ehemals bekannt als Gublin Kebbi) ist ein Nebenfluss des Niger im Nordwesten Nigerias.

## Verlauf
Die Quelle des Sokoto befindet sich bei Funtua im Bundesstaat Katsina. In Richtung Sokoto im Bundesstaat Sokoto passiert er Gusau im Bundesstaat Zamfara. Am nördlichen Stadtrand von Sokoto, nach 320 Kilometern, fließt er mit dem Fluss Rima zusammen und führt seinen Weg in Richtung Argungu und Birnin Kebbi im Bundesstaat Kebbi fort. Ungefähr 120 Kilometer nach Birmin Kebbi mündet der Sokoto in den Niger ein, der wiederum in den Atlantik mündet.

## Nutzung
Der Sokoto hat sowohl Bedeutung für die Bewässerung des weithin kultivierten Sokototals als auch für das Transportwesen.

## Hydrometrie
Die Durchflussmenge des Flusses wurde an der Mündung in m³/s gemessen